# 盖斯特 (下萨克森州)
盖斯特是德国下萨克森州的一个市镇。总面积133.04平方公里，总人口11191人，其中男性5724人，女性5467人（2011年12月31日），人口密度84人/平方公里。